# 永井学 (ジャーナリスト)
永井 学（ながい まなぶ）は、日本のジャーナリスト。テレビ静岡特別解説委員。

## 経歴
1962年生まれ。1986年、テレビ静岡に入社。主に静岡市政担当や沼津支社駐在を経て1996年から2001年までニュースデスク。2001年から2005年までFNNロンドン特派員。2005年から2008年までニュース編集長。2008年から2009年まで報道部長。2014年から2023年まで報道制作局長を歴任。2023年7月より特別解説委員
海洋調査船へりおす遭難事故や伊東市沖海底噴火などの長期取材に従事したほか、地方選挙や国政選挙の取材に長く携わる。

## 現在の出演番組
- ただいま!テレビ（テレビ静岡）- 2023年から不定期出演